# Batilde di Anhalt-Dessau
Batilde di Anhalt-Dessau ((DE)  Prinzessin Bathildis Amalgunde von Anhalt-Dessau; Dessau, 29 dicembre 1837 – Náchod, 10 febbraio 1902) è stata una principessa di Anhalt-Dessau per nascita e principessa di Schaumburg-Lippe per matrimonio. Era sorella minore della granduchessa Adelaide di Lussemburgo.

## Famiglia
Batilde nacque a Dessau, secondogenita del principe Federico Augusto di Anhalt-Dessau e di sua moglie Maria d'Assia-Kassel.

## Matrimonio
Il 30 maggio 1862 a Dessau, Batilde sposò il principe Guglielmo di Schaumburg-Lippe, settimo figlio e il terzo figlio maschio di Giorgio Guglielmo, principe di Schaumburg-Lippe e di sua moglie la principessa Ida di Waldeck e Pyrmont.
Ebbero nove figli:
- Carlotta di Schaumburg-Lippe (10 ottobre 1864 - 16 luglio 1946), sposò nel 1886 Guglielmo II di Württemberg, non ebbero figli.
- Francesco Giuseppe di Schaumburg-Lippe (8 ottobre 1865 - 4 settembre 1881).
- Federico di Schaumburg-Lippe (30 gennaio 1868 - 12 dicembre 1945), sposò nel 1896 la principessa Luisa di Danimarca, ebbero figli.
- Alberto di Schaumburg-Lippe (24 ottobre 1869 - 25 dicembre 1942), sposata nel 1897 la duchessa Elsa di Württemberg, figlia di Eugenio di Württemberg (1846 - 1877), ebbero figli.
- Massimiliano di Schaumburg-Lippe (13 marzo 1871 - 1º aprile 1904), sposò nel 1898 la duchessa Olga di Württemberg, figlia di Eugenio di Württemberg (1846 - 1877), ebbero figli.
- Batilde di Schaumburg-Lippe (21 maggio 1873 - 6 aprile 1962), sposò nel 1895 Federico, principe di Waldeck e Pyrmont, ebbero figli.
- Adelaide di Schaumburg-Lippe (22 settembre 1875 - 27 gennaio 1971), sposò nel 1898 a Ernesto II, duca di Sassonia-Altenburg, ebbero figli, divorziarono nel 1920.
- Alessandra di Schaumburg-Lippe (9 giugno 1879 - 5 gennaio 1949).

## Morte
La principessa Batilde morì il 10 febbraio 1902 nel Castello di Nachod (ora Náchod, Repubblica Ceca).

## Ascendenza
|                                        |                             |                                            | Genitori                                           |  |  | Nonni |  |  | Bisnonni                         |  |  | Trisnonni                        |  |
|                                        |                             |                                            |                                                    |  |  |       |  |  | 8. Leopoldo III di Anhalt-Dessau |  |  | 16. Leopoldo II di Anhalt-Dessau |  |
|                                        |                             |                                            |                                                    |  |  |       |  |  | 8. Leopoldo III di Anhalt-Dessau |  |  | 16. Leopoldo II di Anhalt-Dessau |  |
|                                        |                             | 17. Gisella Agnese di Anhalt-Köthen        |                                                    |  |  |       |  |  | 8. Leopoldo III di Anhalt-Dessau |  |  |                                  |  |
| 4. Federico di Anhalt-Dessau           |                             |                                            |                                                    |  |  |       |  |  | 8. Leopoldo III di Anhalt-Dessau |  |  |                                  |  |
|                                        |                             | 9. Luisa di Brandeburgo-Schwedt            | 18. Federico Enrico di Brandeburgo-Schwedt         |  |  |       |  |  |                                  |  |  |                                  |  |
|                                        |                             | 9. Luisa di Brandeburgo-Schwedt            | 18. Federico Enrico di Brandeburgo-Schwedt         |  |  |       |  |  |                                  |  |  |                                  |  |
|                                        |                             | 9. Luisa di Brandeburgo-Schwedt            | 19. Leopoldina Maria di Anhalt-Dessau              |  |  |       |  |  |                                  |  |  |                                  |  |
| 2. Federico Augusto di Anhalt-Dessau   |                             | 9. Luisa di Brandeburgo-Schwedt            |                                                    |  |  |       |  |  |                                  |  |  |                                  |  |
|                                        |                             | 10. Federico V d'Assia-Homburg             | 20. Federico IV d'Assia-Homburg                    |  |  |       |  |  |                                  |  |  |                                  |  |
|                                        |                             | 10. Federico V d'Assia-Homburg             | 20. Federico IV d'Assia-Homburg                    |  |  |       |  |  |                                  |  |  |                                  |  |
|                                        |                             | 10. Federico V d'Assia-Homburg             | 21. Ulrica Luisa di Solms-Braunfels                |  |  |       |  |  |                                  |  |  |                                  |  |
| 5. Amalia d'Assia-Homburg              |                             | 10. Federico V d'Assia-Homburg             |                                                    |  |  |       |  |  |                                  |  |  |                                  |  |
|                                        |                             | 11. Carolina d'Assia-Darmstadt             | 22. Luigi IX d'Assia-Darmstadt                     |  |  |       |  |  |                                  |  |  |                                  |  |
|                                        |                             | 11. Carolina d'Assia-Darmstadt             | 22. Luigi IX d'Assia-Darmstadt                     |  |  |       |  |  |                                  |  |  |                                  |  |
|                                        |                             | 11. Carolina d'Assia-Darmstadt             | 23. Carolina del Palatinato-Zweibrücken-Birkenfeld |  |  |       |  |  |                                  |  |  |                                  |  |
| 1. Batilde di Anhalt-Dessau            |                             | 11. Carolina d'Assia-Darmstadt             |                                                    |  |  |       |  |  |                                  |  |  |                                  |  |
|                                        | 12. Federico d'Assia-Kassel | 24. Federico II d'Assia-Kassel             |                                                    |  |  |       |  |  |                                  |  |  |                                  |  |
|                                        | 12. Federico d'Assia-Kassel | 24. Federico II d'Assia-Kassel             |                                                    |  |  |       |  |  |                                  |  |  |                                  |  |
|                                        | 12. Federico d'Assia-Kassel | 25. Maria di Hannover                      |                                                    |  |  |       |  |  |                                  |  |  |                                  |  |
| 6. Guglielmo d'Assia-Kassel            | 12. Federico d'Assia-Kassel |                                            |                                                    |  |  |       |  |  |                                  |  |  |                                  |  |
|                                        |                             | 13. Carolina di Nassau-Usingen             | 26. Carlo Guglielmo di Nassau-Usingen              |  |  |       |  |  |                                  |  |  |                                  |  |
|                                        |                             | 13. Carolina di Nassau-Usingen             | 26. Carlo Guglielmo di Nassau-Usingen              |  |  |       |  |  |                                  |  |  |                                  |  |
|                                        |                             | 13. Carolina di Nassau-Usingen             | 27. Carolina Felicita di Leiningen-Dagsburg        |  |  |       |  |  |                                  |  |  |                                  |  |
| 3. Maria Luisa Carlotta d'Assia-Kassel |                             | 13. Carolina di Nassau-Usingen             |                                                    |  |  |       |  |  |                                  |  |  |                                  |  |
|                                        |                             | 14. Federico di Danimarca                  | 28. Federico V di Danimarca                        |  |  |       |  |  |                                  |  |  |                                  |  |
|                                        |                             | 14. Federico di Danimarca                  | 28. Federico V di Danimarca                        |  |  |       |  |  |                                  |  |  |                                  |  |
|                                        |                             | 14. Federico di Danimarca                  | 29. Giuliana Maria di Brunswick-Lüneburg           |  |  |       |  |  |                                  |  |  |                                  |  |
| 7. Luisa Carlotta di Danimarca         |                             | 14. Federico di Danimarca                  |                                                    |  |  |       |  |  |                                  |  |  |                                  |  |
|                                        |                             | 15. Sofia Federica di Meclemburgo-Schwerin | 30. Luigi di Meclemburgo-Schwerin                  |  |  |       |  |  |                                  |  |  |                                  |  |
|                                        |                             | 15. Sofia Federica di Meclemburgo-Schwerin | 30. Luigi di Meclemburgo-Schwerin                  |  |  |       |  |  |                                  |  |  |                                  |  |
|                                        |                             | 15. Sofia Federica di Meclemburgo-Schwerin | 31. Carlotta Sofia di Sassonia-Coburgo-Saalfeld    |  |  |       |  |  |                                  |  |  |                                  |  |
|                                        |                             | 15. Sofia Federica di Meclemburgo-Schwerin |                                                    |  |  |       |  |  |                                  |  |  |                                  |  |